# Bruce Dickinson
Paul Bruce Dickinson (* 7. srpna 1958, Worksop, Nottinghamshire, Anglie) je zpěvák, skladatel, šermíř a pilot, který se nejvíce proslavil působením v heavymetalové skupině Iron Maiden. Do roku 1980 působil v kapele Samson, ale v roce 1981 se připojil k Iron Maiden. Jeho první nahrávka s Iron Maiden byla na albu The Number of the Beast z roku 1982. V roce 1993 kapelu opustil a věnoval se vlastní tvorbě, ale roku 1999 se vrátil zpět ke kapele, kde působí dodnes.
Své první sólové album Tattooed Millionaire natočil Bruce Dickinson v roce 1990 ještě když působil ve skupině Iron Maiden. Na albu také hrál kytarista Janick Gers, který později hrál v Iron Maiden. Další album Balls to Picasso vyšlo v roce 1994 a obsahovalo hit Tears of the Dragon.
Album Skunkworks z roku 1996, které produkoval Jack Endin, nebylo přijato fanoušky s úspěchem. V roce 1997 se Bruce vrátil k heavy metalu albem Accident of Birth a zahájil tak spolupráci s kytaristou Royem Z a Adrianem Smithem, který stejně jako Bruce působil v kapele Iron Maiden. O rok později vyšlo další úspěšné album The Chemical Wedding, k němuž bylo v roce 1999 vydáno živé album Scream for Me Brazil.
Po nahrání dvou alb se skupinou Iron Maiden Bruce nahrál své další sólové album Tyranny of Souls, které vyšlo v květnu 2005, na kterém se však už nepodílel kytarista Adrian Smith. Bruce Dickinson také pracoval jako pilot Boeingu 757, napsal dva romány a také reprezentoval Anglii v šermu. Moderoval hudební pořad Bruce Dickinson Friday Rock Show na rozhlasové stanici BBC 6 Music
V roce 2017 vydal svou autobiografii s názvem What Does This Button Do?. Knihu česky vydalo nakladatelství Grada pod značkou Cosmopolis v roce 2021 pod názvem Co dělá tenhle knoflík?.
V roce 2019 mu Sarajevo udělilo čestné občanství jako poděkování za to, že v roce 1994 odehrál se svou skupinou Skunkworks koncert v tehdy dlouhodobě obléhaném městě. Událost se stala námětem dokumentárního filmu Scream For Me Sarajevo (2017).
V lednu 2023 Dickinson prozradil, že pracuje na svém sedmém studiovém albu se svým dlouholetým producentem Royem Z. Dickinson řekl: „Myslím, že to bude docela speciální.“ Album bude pravděpodobně obsahovat přepracovaný song "If Eternity Should Fail" z alba The Book of Souls od Iron Maiden.
V září 2023 Dickinson zveřejnil, že jeho sedmé studiové album se bude jmenovat The Mandrake Project a mělo by vyjít na začátku roku 2024, kdy se také vydá po dlouhé době na sólové turné The Mandrake Project Tour.
V dubnu 2024 mu brazilské město Curitiba udělilo čestné občanství.

## Osobní život
Dickinson se v roce 1984 oženil s Ericou Barnett, ale v roce 1987 se rozvedli z důvodu, že Erica byla neustále nevěrná.
Dickinson se v roce 1989 oženil s psychoterapeutkou Patrice Bowden. Manželství skončilo po 30 letech v roce 2019, kdy se rozešli a rozvedli.
Dickinson prozradil, že má nový vztah s Francouzkou hudební novinářkou a fitness instruktorkou Leana Dolci se kterou bydlí v Paříži. Koncem roku 2023 se Dickinson oženil s Leanou. 
V roce 2012 v rozhovoru pro BBC, že je konzervativní a euroskeptik, i když žije převážně ve Francii, v roce 2016 v referendu hlasoval pro odchod Spojeného království z EU a podporoval Brexit.
V roce 2015 mu byla diagnostikována rakovina jazyka. Jelikož byl nádor podchycen v raném stadiu, byl úspěšně vyléčen.
Jeho nejoblíbenější písní Iron Maiden je Rime of the Ancient Mariner z alba Powerslave.

## Členové sólové kapely Dickinsona

#### Současné sestava:
- Bruce Dickinson – zpěv (1989–1999, 2004–2005, 2019–dosud)
- Dave Moreno – bicí, doprovodný zpěv (2004–2005, 2019–dosud)
- Maestro Mistheria – klávesy, doprovodný zpěv (2004–2005, 2019–dosud)
- Chris Declercq – kytary, doprovodný zpěv (2019–dosud)
- Tanya O'Callaghan – baskytara, doprovodný zpěv (2024–dosud)
- Philip Näslund – kytary, doprovodný zpěv (2024–dosud)

#### Dřívější
- Roy Z – kytary (1994, 1997–1999, 2004–2005, 2019–2024)
- Janick Gers – kytary (1989–1991)
- Andy Carr – baskytara, doprovodný zpěv (1989–1991)
- Fabio Del Rio – bicí (1989–1990)
- Dickie Fliszar – bicí, doprovodný zpěv (1990–1991)
- Alex Dickson – kytary (1994–1996)
- Chris Dale – baskytara (1994–1996)
- Alessandro Elena – bicí (1994–1996)
- Adrian Smith – kytary (1997–1999)
- Eddie Casillas – baskytara (1997–1999)
- David Ingraham – bicí (1997–1999)

## Diskografie

### Speed
- Man In The Street 7" (1980)

### Samson
- Survivors (1979) (Bruce se k nim připojil až po nahrání alba, objevuje se pouze na znovuvydání)
- Head On (1980)
- Shock Tactics (1981)
- Live at Reading 1981 (1990)

### Iron Maiden
- The Number of the Beast (1982)
- Piece of Mind (1983)
- Powerslave (1984)
- Live After Death (Live, 1985)
- Somewhere in Time (1986)

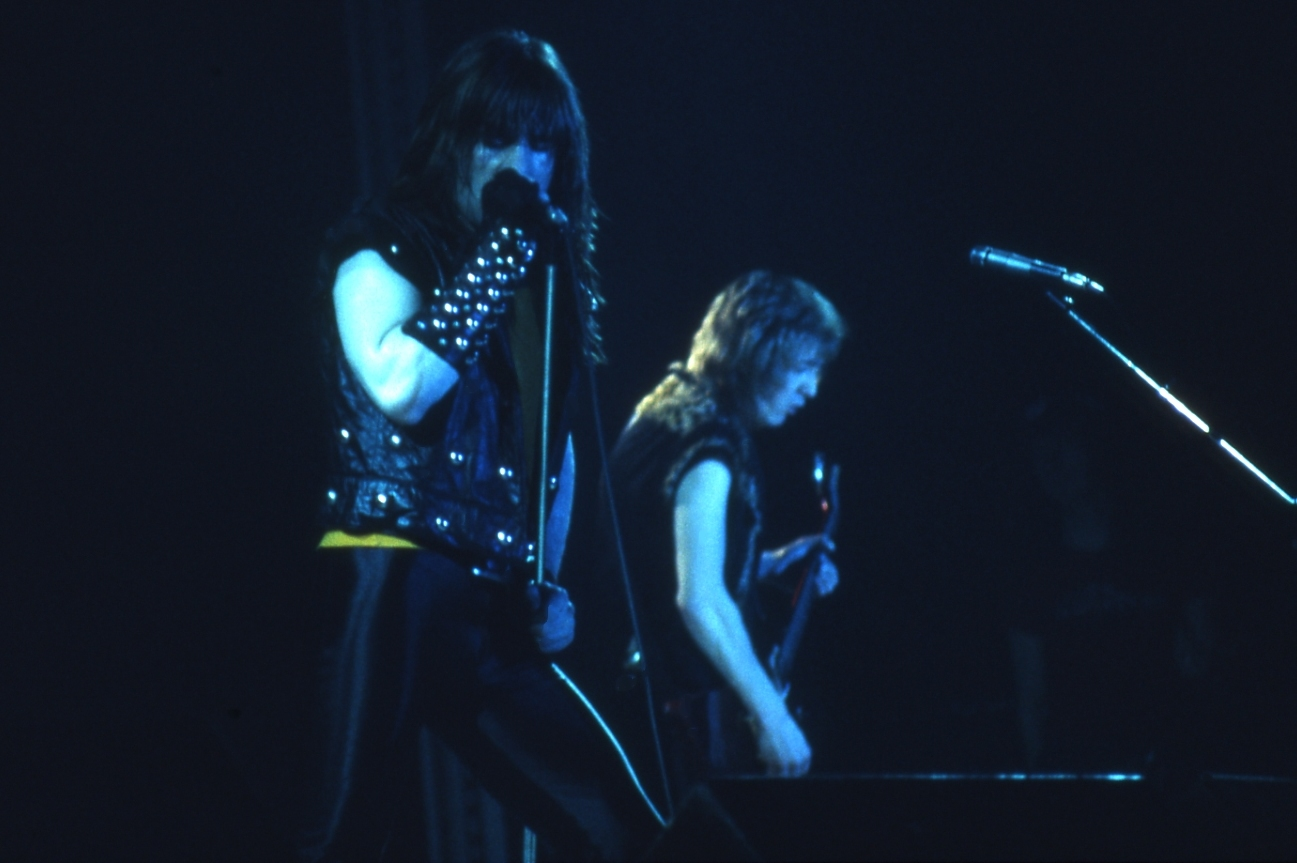
Bruce Dickinson (vlevo) s Iron Maiden v roce 1982

- Seventh Son of a Seventh Son (1988)
- No Prayer for the Dying (1990)
- Fear of the Dark (1992)
- A Real Live One (Live, 1993)
- A Real Dead One (Live, 1993)
- Live at Donington (Live, 1993)
- Brave New World (2000)
- Rock in Rio (Live, 2002)
- Dance of Death (2003)
- Death on the Road (Live, 2005)
- A Matter of Life and Death (2006)
- The Final Frontier (2010)
- The Book of Souls (2015)
- Senjutsu (2021)

### Bruce Dickinson
- Tattooed Millionaire (1990)
- Balls to Picasso (1994)
- Alive in Studio A (1995)
- Skunkworks (1996)
- Accident of Birth (1997)
- The Chemical Wedding (1998)
- Scream for Me Brazil (1999)
- The Best of Bruce Dickinson (2001)
- Tyranny of Souls (2005)
- The Mandrake Project (2024)

### Videa a DVD od Iron Maiden
- Video Pieces (1983)
- Behind the Iron Curtain (1985)
- Live After Death (1985)
- 12 Wasted Years (1987)
- Maiden England (1989)
- The First Ten Years: The Videos (1990)
- From There to Eternity (1992)
- Donington Live 1992 (1993)
- Raising Hell (1994)
- Classic Albums: The Number of the Beast (2001)
- Rock in Rio (2002)
- Visions of the Beast (2003)
- The Iron Maiden History Part I: The Early Days (2004)
- Death on the Road (2005)
- Flight 666 - Somewhere Back in Time World Tour (2008)
- En Vivo! (2012)

### Videa a DVD od Bruce Dickinsona
- Dive! Dive! Live! (1991)
- Skunkworks Live Video (1997)
- Anthology (2006)